# Claude-Remy Barrete de Verrières
Claude-Remy Buirette de Verrières (Verrières (Marne), 22 de março de 1749 - Bruxelas, 9 de janeiro de 1793) foi um advogado francês. 
Foi em Verrières, próximo de Sainte-Menehould, que nasceu em 22 de março de 1749 Claude Rémy Buirette de Verrières. É citado sob estes dois nomes, algumas vezes Buirette e outras Verrières. Faz seus estudos no colégio de Sainte-Ménehould e depois Direito em Paris. Instala-se em Châlons-en-Champagne como advogado. Acrescenta a seu nome o « De Verrières » depois de ter adquirido, em 1774, a senhoria de Verrières sur Aisne.
Letrado e historiador, devem-se a ele "Ode sur les embellissements de Châlons-sur-Marne, suivi d’un Eloge historique de cette ville" de 1783, "Annales historiques de la ville et comté-pairie de Châlons-sur-Marne" publicado em Châlons pelo editor Seneuze em 1788, "Les Etats de Champagne : A la ville de Châlons" em 1788 e "Prospectus d’un Dictionnaire généalogique et historique de la noblesse et de l’Histoire générale de la Champagne" em 1788.

## ARevolução Francesa
Associa-se a seus colegas advogados de Châlons, como Louis Joseph Charlier e Pierre-Louis Prieur (futuros convencionais) . No princípio de 1789, troca Châlons por Paris e envolve-se na Revolução Francesa. Entra para o Clube dos Cordeliers, passa a escrever para o jornal "L’Ami du Peuple" ("O Amigo do Povo") e cria o periódico "L’Ami de la Loi" ("O Amigo da Lei") em 1791. É um dos lideres da Manifestação de 5 de Outubro de 1789, quando as mulheres de Paris vão até o Palácio de Versailles para trazer a Família Real para Paris. Participa também da redação da petição do Campo de Marte, em 17 de Julho de 1791, e fica aprisionado durante muitos meses. 
Encarregado da organização da "Gendarmerie Nationale" (Polícia Militar Nacional), redige em 1790 um « Plano de organização do exército parisiense » e cria, em julho de 1792, um corpo de 4.000 voluntários que será integrado por decreto de Julho de 1792 à nova Gendarmerie Nationale a pé. Com a morte do coronel em chefe da Gendarmerie, Buirette é nomeado comandante da Guarda de Paris e coronel, comandando o corpo da Gendarmerie Nationale. Participa da Batalha de Jemmapes, em 22 de novembro de 1792. A Bélgica é ocupada e a cidade de Antuérpia é tomada no dia 26. É imediatamente nomeado governador militar de Antuérpia. A população da cidade o apelida de « O Corcunda » , devido a sua enfermidade : Buirette de Verrières tinha duas corcundas e falava delas muitas vezes com humor, chegando a declarar, em 1792, « ... j’en réponds sur mes deux bosses » (respondo sobre minhas duas corcundas). 

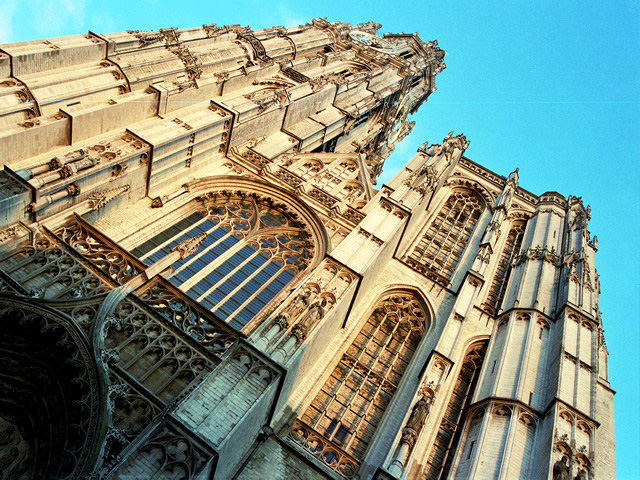
Fachada ocidental da Catedral de Notre-Dame de Antuérpia

Buirette de Verrières pretendia promover os ideais revolucionários mas morre subitamente em Bruxelas, em 9 de Janeiro de 1793, ao sair de uma recepção. O boato que teria sido envenenado que correu na época parece ter fundamento. Seu corpo é imediatamente transferido para Antuérpia onde é sepultado no dia 13 com grande pompa na catedral da cidade, apesar dele não desejar uma cerimônia religiosa. A lenda diz que seu corpo foi exumado pelos habitantes da cidade e jogado no Escault. 
Seu coração foi transportado para Paris e permaneceu muitos meses na sala dos Cordeliers, ao lado do de Jean-Paul Marat .
Existe um retrato seu no Museu Carnavalet, em Paris.